# ハルビン音楽放送
ハルビン音楽放送は、ハルビン広播電視台の放送である。2004年放送開始。全日24小時放送。

## 周波数
| ハルビン市 | 呼蘭区 | 90.9MHz |
| ハルビン市 | 依蘭県 | 90.3MHz |
| ハルビン市 | 巴彦県 | 88.8MHz |